# Đại hội Thể thao Người khuyết tật Đông Nam Á 2022
Đại hội Thể thao Người khuyết tật Đông Nam Á 2021 (tiếng Anh: 2021 ASEAN Para Games), thường được gọi là ASEAN Para Games 11 là sự kiện thể thao đa môn dành cho các vận động viên khuyết tật dự kiến tổ chức tại Surakarta, Indonesia từ ngày 23 đến ngày 30 tháng 7 năm 2022.
Theo truyền thống, ban đầu ASEAN Para Games 11 được ấn định để Việt Nam đăng cai vào năm 2021 ngay sau khi SEA Games 31 kết thúc. Tuy nhiên do đại dịch COVID-19, Việt Nam quyết định dời thời gian đăng cai SEA Games 31 sang năm 2022 và từ chối đăng cai ASEAN Para Games 11. Sự kiện này sau đó được Indonesia đồng ý tiếp nhận đăng cai thay Việt Nam.

## Chuẩn bị

### Bầu chọn chủ nhà
Ngày 25 tháng 2, phiên họp lần thứ hai Hội nghị Hội đồng Thể thao các quốc gia Người khuyết tật Đông Nam Á (APSF) và Ban Tổ chức Đại hội Thể thao người khuyết tật Đông Nam Á lần thứ 11 (ASEAN Para Games 11) của Việt Nam đã được tổ chức trực tuyến để bàn về công tác tổ chức đại hội.
Tại cuộc họp, Liên đoàn Thể thao người khuyết tật Đông Nam Á đã công bố việc hủy tổ chức Đại hội Thể thao Người khuyết tật Đông Nam Á lần thứ 10 tại Philippines và đồng ý trao quyền tổ chức Đại hội Thể thao Người khuyết tật Đông Nam Á lần thứ 11 năm 2021 cho Việt Nam.
Ban đầu dự kiến tổ chức từ ngày 17 đến ngày 23 tháng 12 năm 2021, nhưng sau đó do đại dịch, Việt Nam quyết định hoãn SEA Games 31 đến tháng 5 năm 2022 và hủy đăng cai ASEAN Para Games 11. Malaysia và Indonesia đã bày tỏ sẵn sàng đăng cai thay Việt Nam như một giải pháp thay thế cho việc hủy bỏ. Philippines đã ủng hộ việc chuyển đại hội đến một quốc gia sẵn sàng đăng cai ngay cả khi số lượng sự kiện được tổ chức ít hơn.
Vào tháng 1 năm 2022, Surakarta ở Indonesia được công bố là thành phố đăng cai chính của đại hội. Tuy nhiên, quyền đăng cai không được trao ngay lập tức do lệnh trừng phạt của Cơ quan Chống Doping Thế giới (WADA) đối vói nước này vẫn còn hiệu lực vào thời điểm đó. Quyền đăng cai chỉ được trao chính thức cho Indonesia vào ngày 16 tháng 2 năm 2022 sau khi các lệnh trừng phạt được gỡ bỏ. Thời gian diễn ra đại hội được ấn định từ ngày 23 đến ngày 30 tháng 7 năm 2022.

### Địa điểm thi đấu
Hầu như tất cả các Đại hội thể thao ASEAN Para Games 2022 được tổ chức ở Greater Solo (12 ở Surakarta, 1 ở Karanganyar). Ban đầu, môn bơi cũng sẽ được tổ chức ở Karanganyar, nhưng sau đó đã chuyển đến Semarang do không có sự chuẩn bị.
| Thành phố   | Địa điểm thi đấu                       | Môn thi đấu                       |
| Surakarta   | Khu liên hợp thể thao Manahan          | Khu liên hợp thể thao Manahan     |
| Surakarta   | Sân vận động Manahan                   | Điền Kinh                         |
| Surakarta   | Sân quần vợt Manahan                   | Quần vợt xe lăn                   |
| Surakarta   | Trường Đại học Sebelas Maret           |                                   |
| Surakarta   | Hội trường thể thao UNS                | Bóng lăn                          |
| Surakarta   | Hội trường thể thao UNS, Khoa Thể thao | Boccia                            |
| Surakarta   | Sân vận động UNS                       | Bóng đá 7 người cho người bại não |
| Surakarta   | Khác                                   |                                   |
| Surakarta   | Đại học Surakarta                      | Cầu Lông                          |
| Surakarta   | Khách sạn Lorin                        | Cờ vua                            |
| Surakarta   | Solo Paragon Hotel                     | Cử tạ                             |
| Surakarta   | Công viên Solo Techno                  | Bóng bàn                          |
| Surakarta   | Trường bắn cung Kota Barat             | Bắn cung                          |
| Surakarta   | Sảnh hội nghị Tirtonadi                | Judo                              |
| Surakarta   | Nhà thi đấu Sritex                     | Bóng rổ xe lăn                    |
| Karanganyar | Nhà thi đấu Đại học Tunas Pembangunan  | Bóng chuyền ngồi                  |
| Semarang    | Khu liên hợp thể thao Jatidiri         | Bơi                               |

## Ủy ban Paralympic tham dự
Tất cả 11 thành viên của Liên Thể thao Đông Nam Á dự kiến đều sẽ tham gia sự kiện này. Dưới đây là danh sách Ủy ban Paralympic của các nước sẽ tham dự.
- Brunei
- Campuchia
- Indonesia (chủ nhà)
- Lào
- Malaysia
- Myanmar
- Philippines
- Singapore
- Thái Lan
- Đông Timor
- Việt Nam

## Các môn thi đấu
Do tình hình dịch COVID-19, các đại biểu đã thống nhất tổ chức thi đấu 11 môn thể thao trong 24 môn thể thao được đề xuất. Liên đoàn thể thao Para Games ASEAN vào tháng 12 năm 2021 đã đồng ý tổ chức các sự kiện cho 11 môn thể thaođã đồng ý tổ chức các sự kiện cho 11 môn thể thao tại Thế vận hội cho người khuyết tật 2022 khidự kiến tổ chức tại Việt Nam. Bóng chuyền ngồi và bóng rổ xe lăn được đề xuất nhưng không được thêm vào lịch do "" lý do kinh tế và khó khăn trong việc chuẩn bị địa điểm và cơ sở vật chất ". Khi Indonesia là nước chủ nhà mới, tất cả ngoại trừ đạp xe đã được đề xuất thêm vào lịch.
- Bắn cung
- Điền kinh

- Cầu lông
- Bô-xi-a
- Cờ vua
- Bóng đá 7 người
- Goalball
- Judo
- Cử tạ
- Bóng chuyền ngồi

- Bơi
- Bóng bàn
- Bóng rổ xe lăn
- Quần vợt xe lăn

## Bảng tổng sắp huy chương
| Hạng                | Đoàn                | Vàng | Bạc | Đồng | Tổng số |
| ------------------- | ------------------- | ---- | --- | ---- | ------- |
| 1                   | Indonesia           | 175  | 144 | 107  | 426     |
| 2                   | Thái Lan            | 117  | 113 | 88   | 318     |
| 3                   | Việt Nam            | 65   | 62  | 55   | 182     |
| 4                   | Malaysia            | 36   | 20  | 13   | 69      |
| 5                   | Philippines         | 28   | 30  | 46   | 104     |
| 6                   | Myanmar             | 14   | 12  | 17   | 43      |
| 7                   | Campuchia           | 7    | 10  | 11   | 28      |
| 8                   | Singapore           | 7    | 9   | 11   | 27      |
| 9                   | Đông Timor          | 5    | 2   | 5    | 12      |
| 10                  | Brunei              | 1    | 0   | 3    | 4       |
| 11                  | Lào                 | 0    | 2   | 7    | 9       |
| Tổng số (11 đơn vị) | Tổng số (11 đơn vị) | 455  | 404 | 363  | 1222    |